# Muotiala
Muotiala est un quartier de Tampere en Finlande.

## Description
Ses quartiers voisins sont Jokipohja, Nekala, Vuohenoja, Korkinmäki ja Turtola.
Depuis 2007, on a construit tant de bâtiments résidentiels que presque toutes les espaces naturels du quartier ont disparu.
Il y avait autrefois trois maisons dans le territoire du quartier  : Muotiala, Penttilä et Hurinki. 
Seule Muotiala est désormais à usage résidentiel. 
Penttilä a été démolie pour faire place au bâtiment de la crèche et aujourd'hui, Muotialatalo s'y trouve.
La maison Hurinki était située à l'intersection de Muotialantie et Hallilantie. 
Aujourd'hui, elle est utilisée par l'École Steiner-Waldorf.

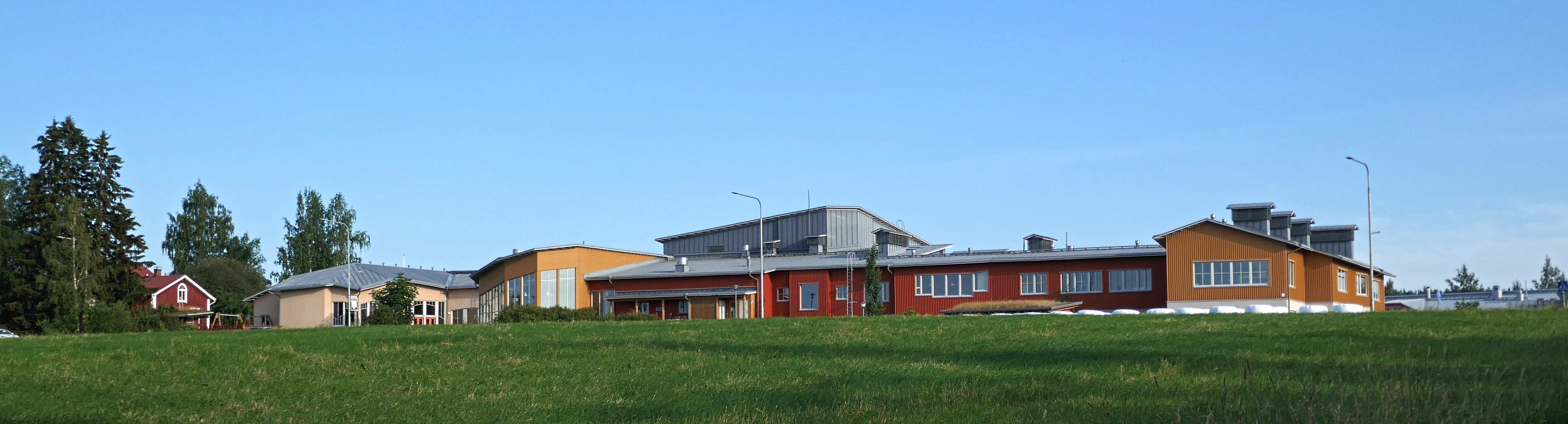
L'École Steiner-Waldorf.